# Delias eschatia
Delias eschatia is een vlindersoort uit de familie van de Pieridae (witjes), onderfamilie Pierinae.
Delias eschatia werd in 1923 beschreven door Joicey & Talbot.